# Jataúba
Jataúba é um município brasileiro do estado de Pernambuco.
Com altitude de 516 metros, o município se localiza à latitude 07°59'24" sul e à longitude 36°29'47" oeste. Sua população estimada em 2018 era de 17 070 habitantes, distribuídos em 719.217nbsp;km² de área.

## Geografia
Com uma área de 719 km², limita-se com os municípios de São João do Tigre (41km), Caraúbas (12km) e Congo (8km), municípios do Estado vizinho, Paraíba. Brejo da Madre de Deus, Porção, Belo Jardim, Santa Cruz do Capibaribe e Pesqueira, municípios Pernambucanos. Esses dois últimos seus limites com o município de Jataúba não ultrapassam 1 km se somados.
Divide com o munícipio de Porção, a nascente do Rio Capibaribe. O território é marcado por paisagens montanhosas, Serras com mais de 900m de altitude, partes do planalto da Borborema. 

## Divisões administrativas
Jataúba possuí além da sede do município, outras áreas urbanas, seus distritos como: Jacu, Jundiá, Riacho do Meio e Passagem do Tó.

### Eleitorado dos Distritos:
- Jacu (977 eleitores)
- Jundiá (942 eleitores)
- Riacho do Meio (816 eleitores)
- Passagem do Tó (1.197 eleitores).

### Áreas dos Ditritos:
- Jacu (52km²)
- Jundiá (47km²)
- Riacho do Meio (40km²)
- Passagem do Tó (298km²).

## Meios de Comunicação
| Emissora                                   | Cidade-sede      |
| ------------------------------------------ | ---------------- |
| Canal 8 (17 UHF digital) - Tv Asa Branca   | Caruaru          |
| Canal 13 (36 UHF digital) - Globo Nordeste | Recife           |
| Canal 2 (35 UHF digital) - Tv Jornal       | Recife - Caruaru |

| Emissora                          | Cidade-sede | Cidade-sede | Cidade-sede |
| --------------------------------- | ----------- | ----------- | ----------- |
| Radio Comunitaria Jataúba FM 97,9 | Jataúba     | Jataúba     | Jataúba     |

### Operadoras

#### Operadoras de Telefonia Movel
- Vivo (3G, 4G)
- Claro (4G)
- Tim (3G, 4G)

## Turismo

### Turismo religioso
O munícipio possui a tradicional Festa de São Sebastiao, que acontece sempre no inicio do ano, no mês de Janeiro, com grandes festejos e a procissão na sede da Paróquia. Os festejos de Santo Antônio, que acontecem no mês de junho levam fieis de paroquias vizinhas, para a Vila do Jacu. Em recente conquista para a paróquia, o oratório de Santa Rita de Cassia foi doado e lá também acontecem os festejos anuais em tributos a santa.

### Turismo
O mês de Junho também é marcado por movimentações, festas acontecem tanto na sede do município quanto nos distritos.

## Prefeitos
| Nome                                | Ano                                          | Partido                     |
| ----------------------------------- | -------------------------------------------- | --------------------------- |
| Severiano Barbosa da Silva          | 1962                                         | ?                           |
| José Higino de Souza                | 1963-67 e 1973-77                            | PRP, ARENA                  |
| José Siqueira Lopes                 | 1967-71                                      | ARENA                       |
| Antônio Bernardo Ribeiro            | 1971-73 e 1983-88                            | ARENA, PDS                  |
| Severino Miguel dos Anjos           | 1977-83                                      | ARENA                       |
| Petrônio Flavio de Queiroz Siqueira | 1989-92 e 1997-00                            | PMDB, PSB                   |
| Carlos Lucinaldo da Silva Santos    | 2009-12                                      | PMDB                        |
| Antônio Cordeiro do Nascimento      | 1993-96, 2001-04, 2005-08, 2013-16 e 2017-20 | PMDB                        |
| Cátia Junsara Rodrigues Aquilino    | 2021-2024, 2025-2028                         | Republicanos, Progressistas |